# فارس فواز
فارس فواز أحمد عبد الله لاعب كرة قدم يمني من مواليد السعودية ، يلعب لاعب وسط .
لعب سابقاً في شباب نادي العدالة و أولمبي النادي الفيصلي و نادي الصقور و نادي الشرق و نادي كميت.